# Rancho Quemado, Querétaro Arteaga
Rancho Quemado är en ort i Mexiko.   Den ligger i kommunen Querétaro och delstaten Querétaro Arteaga, i den centrala delen av landet, 190 km nordväst om huvudstaden Mexico City. Rancho Quemado ligger 2 034 meter över havet och antalet invånare är 313.
Terrängen runt Rancho Quemado är kuperad åt nordost, men åt sydväst är den platt. Runt Rancho Quemado är det tätbefolkat, med 762 invånare per kvadratkilometer. Närmaste större samhälle är Santiago de Querétaro, 7,6 km söder om Rancho Quemado. Trakten runt Rancho Quemado består i huvudsak av gräsmarker.